# 格当虎耳草
格当虎耳草（学名：Saxifraga gedangensis）为虎耳草科虎耳草属下的一个种。

## 扩展阅读
- 維基物種上的相關：格当虎耳草